# Pantaleon i wizytantki
Pantaleon i wizytantki – powieść peruwiańskiego pisarza Mario Vargasa Llosy. Książka została wydana po raz pierwszy w roku 1973 w Hiszpanii.

## Zarys fabuły
Akcja tej powieści satyryczno-obyczajowej rozgrywa się w latach 50. XX wieku w Peru. Głównym bohaterem jest poważny, sumienny (znakomity administrator) i stateczny świeżo upieczony kapitan intendentury Pantaleon Pantoja. Wraz z awansem otrzymuje on rozkaz stawienia się u swego przełożonego, pułkownika Lopez Lopez, gdzie czeka na niego dwóch generałów. Zaskoczony kapitan dowiaduje się, że został wybrany spośród dziesiątków jego kolegów do zorganizowania lotnej służby wizytantek (czyli kobiet lekkich obyczajów) do obsługi garnizonów w Amazonii, gdzie szerzy się fala gwałtów dokonanych przez znudzonych żołdaków.
Kapitan Pantoja, niezbyt rad z powierzonego mu zadania, podejmuje misję i wyjeżdża wraz z żoną, Pochitą i matką na wyznaczone miejsce, gdzie od razu przystępuje do działania, współpracując z lokalnymi domami publicznymi. Jego obecność drażni wyraźnie tutejszego komendanta, generała Rogera Scavino, który zakazuje mu, w obawie przed kompromitacją, noszenia munduru i mieszkania w kolonii wojskowej.
Ani Pochita, ani matka Pantaleona, która przystąpiła zaraz po przybyciu do sekty brata Francisco, nie znają prawdziwego charakteru jego misji, a on sam musi się ukrywać przed demaskacją, której w końcu nie uniknie, kiedy urządzi, wiedziony swoiście rozumianym poczuciem obowiązku, wojskowy pogrzeb zamordowanej kurtyzanie. Skompromituje to ostatecznie służbę wizytantek, a sam kapitan Pantoja zostanie przeniesiony do innego garnizonu.